# 1073
1073 (MLXXIII) fue un año común comenzado en martes del calendario juliano.

## Acontecimientos
- Gregorio VII da luz a los Dictatus Papae
- Galicia - Rebelión de los condes Rodrigo Ovéquiz y sus hermanos don Pedro y don Bermudo contra Alfonso VI de León y Castilla. Lugo, centro de la conspiración.
- Gregorio VII sucede a Alejandro II como papa.
- Se inicia el bordado del Tapiz de Bayeux. Al año siguiente (1074) aparece en el cielo de la Tierra un cometa (que unos 9 siglos más tarde sería bautizado como "Halley") que es el que sería añadido en la escena 23ª que narra un episodio del año 1066.

## Nacimientos
- David el constructor, Rey de Georgia.
- Alfonso I, rey de Aragón.
- Abu Mansur Mauhub al-Jawaliqi, escritor árabe.

## Fallecimientos
- 21 de abril - Alejandro II, papa.
- Emperador Go-Sanjo de Japón.
- San García, Abad benedictino del monasterio de San Pedro Arlanza.